# Bah Oury
Bah Oury (Pita, 1958) es un político guineano que se desempeña desde 2024 como primer ministro de Guinea, habiendo sido nombrado después de que el primer ministro interino Bernard Goumou "no estuviera disponible por razones de salud".
Entre 1992 y 2002 fue secretario general de la Unión de las Fuerzas Democráticas de Guinea y en 2008 fue Ministro de Reconciliación Nacional, Solidaridad y Relaciones con las Instituciones bajo el gobierno de Ahmed Tidiane Souaré.